# Charles de Bovelles
Charles de Bovelles   (Saint-Quentin, 1479 - Noyon, 1553), també anomenat Charles de Bouvelles i, en llatí, Carolus Bovillus, va ser un humanista, filòsof i matemàtic francès.

## Vida i obra
Era fill d'una família aristocràtica ben posicionada. Del seu període juvenil d'estudis, només se sap que el 1495 estudiava al Collège du Cardinal-Lemoine de la universitat de París on sembla que es va graduar sota la direcció del seu paisà Jacques Lefèvre d'Étaples, qui va ser la seva més important influència.
El 1503 va publicar en llatí Geometricae introductionis, que més endavant publicaria en francès i en neerlandès, i va deixar París a viatjar per Suïssa, Magúncia, Països Baixos, Toledo, Roma i França. En retornar a París, va ser ordenat sacerdot i canonge de Saint-Quentin el 1509. Uns anys després es va retirar a viure a Noyon on va ser canonge de la catedral fins a la seva mort.
Malgrat l'originalitat del seu pensament humanista, és un autor que no ha estat suficientment estudiat. Només a partir de la dècada de 1980 ha començat a rebre una atenció sistemàtica.